# 우스터셔 소스

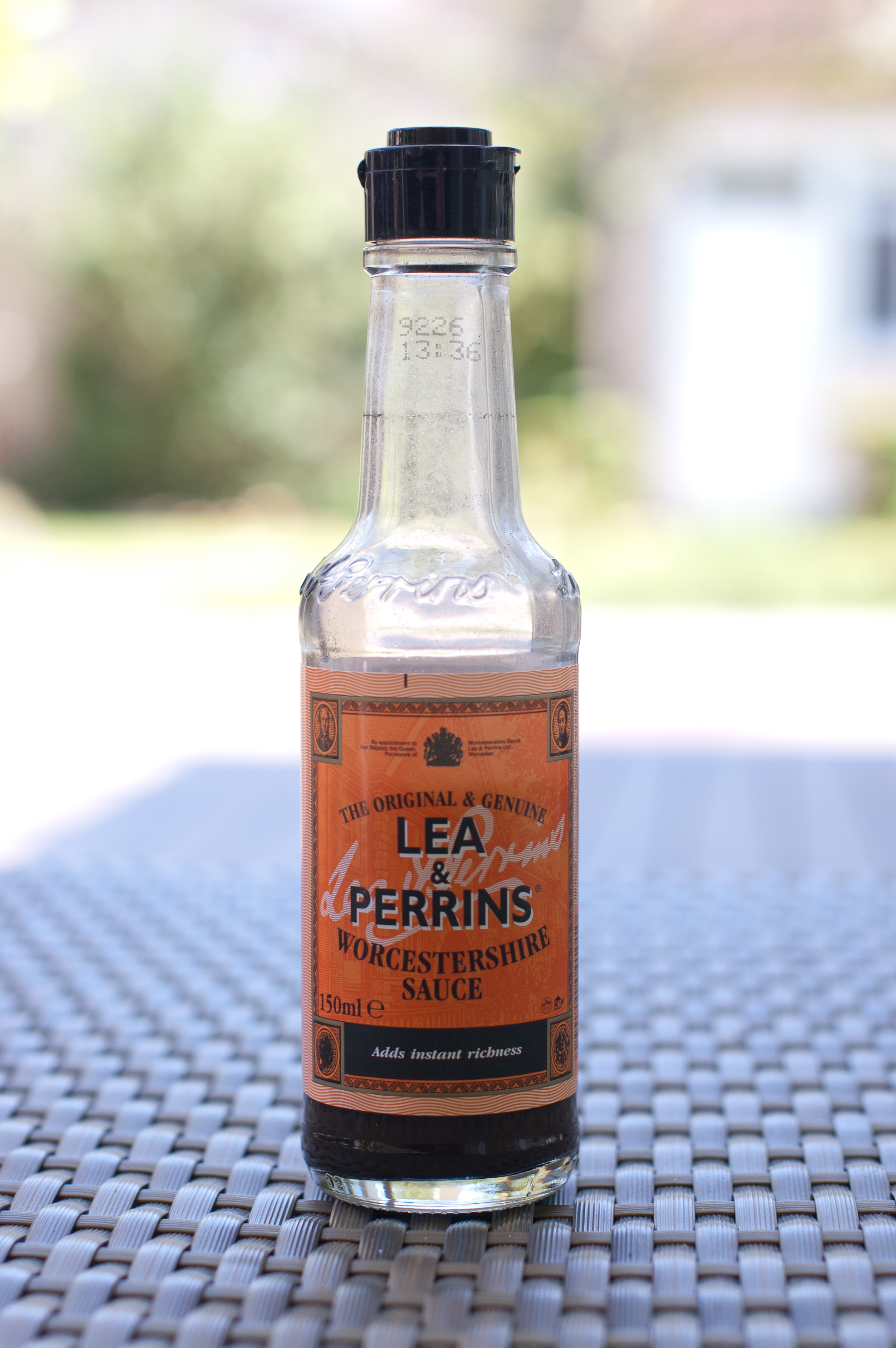
우스터셔 소스

우스터셔 소스(영어: Worcestershire sauce, UK:i/ˈwʊstər(ʃər)/) 또는 우스터 소스(영어: Worcester sauce)는 영국의 우스터셔주에서 유래한 것으로, 식초와 식염, 설탕, 당밀, 타마린드, 멸치, 양파, 마늘 및 기타 향신료를 넣어 조정, 숙성한 액체 조미료이다. 향신료와 멸치 등에서 나오는 특유의 향이 든 감칠맛과 식초와 타미린드, 숙성 과정에서 생성된 톡 쏘는 신맛이 난다. 주로 시저 샐러드 드레싱이나 스테이크 및 햄버거 소스에 사용되며 블러디 메리나 시저와 같은 칵테일 음료에도 쓰인다. 스페인어권에서는 영국 소스(salsa inglesa)로도 알려져 있다. 전 세계로 퍼져나간 우스터 소스는 일본의 돈가스 소스나 홍콩의 딤섬, 미국의 칠리에도 사용될 정도로 대중화되었다.
19세기 전반에 영국 우스터셔주의 우스터시에서 약사 존 휠리 리와 윌리엄 헨리 페린스가 발명했다. 발명가들은 나중에 리 & 페린스라는 회사를 설립했다. 우스터 소스는 1876년 영국 고등법원이 리 & 페린스가 "우스터셔(Worcestershire)"라는 이름에 대한 상표권을 소유하지 않는다고 판결한 이후로 일반적인 용어로 사용되기 시작했다.

## 역사

### 기원
가룸과 같은 생선 기반 발효 소스는 고대로 거슬러 올라간다. 그러나 우스터 소스와 이러한 초기 소스의 직접적인 연관성은 입증되지 않았으며 매우 다르게 만들어졌다.
17세기에 영국의 소스 레시피(일반적으로 생선에 얹는 소스)는 이미 멸치와 다른 재료를 결합했다.

### 발명
리 & 페린스(Lea & Perrins) 브랜드는 1837년에 상용화되었으며 우스터셔 이름을 딴 최초의 소스였다. 리 & 페린스 레시피의 출처는 불분명하다. 원래 포장에는 소스가 "카운티의 귀족 레시피에서 나온 것"이라고 적혀 있었다. 이 회사는 또한 "벵골의 전 주지사인 마커스 샌디스 경"이 1830년대에 동인도 회사와 함께 인도에 있는 동안 이 소스를 접했고, 지역 약사(우스터 브로드가 63번지에 사는 존 휠리 리(John Wheeley Lea)와 윌리엄 페린스(William Perrins)의 파트너십)에게 재창조를 의뢰했다고 주장했다. 하지만 마커스 샌디스 경과 샌디스 남작은 벵골의 주지사를 지낸 적이 없으며, 기록에 따르면 그들이 인도를 방문한 적도 없다.
회사의 설에 따르면, 이 레시피를 처음 혼합했을 때, 결과물이 너무 강해서 먹을 수 없다고 여겨졌고 통은 지하실에 버려졌다. 약 18개월 후 보관 공간을 확보하기 위해 화학자들은 이 혼합물 사용으류시도해보기로 했고, 오래 발효된 소스가 부드러워져 맛있어졌다는 것을 발견했다. 1838년, 리 & 페린스 우스터셔 소스의 첫 병이 일반 대중에게 공개되었다.

## 재료
우스터 소스 한 병에 들어있는 대략적인 재료는 다음과 같다.:
- 보리 맥아 식초
- 주정 식초
- 당밀
- 설탕
- 소금
- 멸치
- 타마린드 추출물
- 샬롯 (나중에 양파로 대체됨)
- 마늘
- 향신료
- 착향료

생선을 기피하거나 생선 알레르기가 있는 사람들을 위해 멸치가 없는 채식주의 및 비거니즘판이 다양하게 제공된다. 식품법전은 멸치가 들어간 우스터 소스를 포함한 조리식품에 생선 함량에 대한 경고 라벨을 포함하도록 권장하지만, 대부분의 관할권에서는 요구되지 않는다. 미국 농무부는 신고되지 않은 우스터 소스가 들어간 일부 제품을 리콜하도록 요구했다. 일반적으로 정통 유대인들은 같은 요리에서 생선과 고기를 함께 먹는 것을 삼가하기 때문에 고기에 전통적인 우스터 소스를 사용하지 않는다. 그러나 일부 브랜드는 생선 제품의 1/60 미만을 함유하고 고기와 함께 사용할 수 있다는 인증을 받았다.
간장은 1880년대부터 우스터 소스의 여러 종류에 사용되었지만, 리 & 페린스가 제조에 간장을 사용했는지에 대해서는 논란이 있다. 윌리엄 셔틀레프의 대두정보센터(SoyInfo Center)에 따르면, 공장 총괄 관리자 J. W. 가넷이 1991년에 보낸 편지에는 제2차 세계 대전 중에 부족으로 인해 가수분해 식물성 단백질로 전환한 브랜드에 대한 설명이 나와 있다. 2021년 현재 Lea & Perrins 소스의 성분으로 간장이 선언되지 않았다.

## 같이 보기
- 어장 (음식)
- 굴소스
- 간장